# Lívio Damião Rodrigues Vieira
Lívio Damião Rodrigues Vieira, genannt Lívio Damião, (* 12. April 1955 in Matozinhos, MG) ist ein ehemaliger brasilianischer Fußballspieler.
Ein zusammenfassendes Profil konnte im Internet nicht gefunden werden. Gesichert ist, dass er mit dem Cruzeiro EC aus Belo Horizonte 1977 die Staatsmeisterschaft von Minas Gerais gewann sowie bei der Copa Libertadores Zweiter wurde. Des Weiteren seine Jahre von 1983 bis 1986 bei Grêmio Esportivo Brasil aus Pelotas in Rio Grande do Sul. Sowie zumindest 1993 bei Criciúma EC.
Sein Zwillingsbruder Luís Cosme spielte ebenfalls für Cruzeiro. Livio ist verheiratet und hat wie sein Bruder zwei Töchter.

## Erfolge
Cruzeiro
- Staatsmeisterschaft von Minas Gerais: 1977
- Zweiter bei der Copa Libertadores: 1977[2]